# Gee Atherton
Gee Atherton, nome completo George David Atherton (Salisbury, 26 febbraio 1985), è un mountain biker britannico.
Specializzato nel downhill, è stato campione del mondo della specialità nel 2008 in Val di Sole e nel 2014 a Hafjell, e ha vinto la Coppa del mondo nel 2010. È fratello di Rachel Atherton, anch'essa campionessa di downhill.

## Palmarès
- 2002 (Juniores)

Campionati britannici, Downhill Junior
- 2003 (Juniores)

Campionati britannici, Downhill Junior
- 2004

3ª prova Coppa del mondo, Downhill (Schladming)
Campionati britannici, Downhill
- 2007

Campionati europei, Downhill
1ª prova Coppa del mondo, Four-cross (Vigo)
4ª prova NPS Downhill (Caersws)
5ª prova NPS Downhill (Innerleithen)
Fat Face Night Race
Red Bull Metro Ride
Red Bull Goldmine
- 2008

2ª prova Coppa del mondo, Downhill (Vallnord)
Maxxis Cup (Gouveia)
Alpine Bikes Winter Series
Monster Energy Garbanzo Downhill (Whistler)
1ª prova NPS Downhill (Ae)
Campionati del mondo, Downhill (Val di Sole)
- 2009

Campionati britannici, Downhill (Innerleithen)
- 2010

1ª prova Maxxis Cup International, Downhill (Gouveia)
1ª prova National Points Series, Downhill (Rheola)
2ª prova Coppa del mondo, Downhill (Fort William)
4ª prova Coppa del mondo, Downhill (Champéry)
6ª prova Coppa del mondo, Downhill (Windham)
- 2011

2ª prova Halo British Downhill Series, Downhill (Llansillin)
2ª prova Maxxis Cup International, Downhill (Lousã)
- 2012

Campionati britannici, Downhill
- 2013

1ª prova National Downhill Series, Downhill (Combe Sydenham)
iXS German Downhill Cup + Scott 4X Challenge, Downhill (Winterberg)
1ª prova Coppa del mondo, Downhill (Fort William)
2ª prova Coppa del mondo, Downhill (Val di Sole)
4ª prova National Downhill Series, Downhill (Llangollen)
Campionati britannici, Downhill
- 2014

2ª prova Coppa del mondo, Downhill (Cairns)
2ª prova National Downhill Series, Downhill (Fort William)
4ª prova National Downhill Series, Downhill (Llangollen)
Campionati del mondo, Downhill (Hafjell-Lillehammer)
- 2015

2ª prova National Downhill Series, Downhill (Fort William)
- 2019

2ª prova National Downhill Series, Downhill (Fort William)

### Altri successi
- 2010

Classifica generale Coppa del mondo, Downhill (Champéry)

## Piazzamenti

### Competizioni mondiali
- Campionati del mondo[1]

Les Gets 2004 - Downhill Elite: 10º
Les Gets 2004 - Four-cross: 30º
Rotorua 2006 - Downhill Elite: 9º
Rotorua 2006 - Four-cross: 10º
Fort William 2007 - Downhill Elite: 3º
Fort William 2007 - Four-cross: 11º
Val di Sole 2008 - Downhill Elite: vincitore
Canberra 2009 - Downhill Elite: 6º
Mont-Sainte-Anne 2010 - Downhill Elite: 5º
Champéry 2011 - Downhill Elite: 70º
Leogang 2012 - Downhill Elite: 2º
Pietermaritzburg 2013 - Downhill Elite: 7º
Hafjell-Lillehammer 2014 - Downhill Elite: vincitore
Vallnord 2015 - Downhill Elite: 77º
Cairns 2017 - Downhill Elite: 18º
- Coppa del mondo

2009 - Downhill: 4º
2010 - Downhill: vincitore
2011 - Downhill: 3º
2013 - Downhill: 2º
2014 - Downhill: 5º
2015 - Downhill: 6º
2017 - Downhill: 43º
2018 - Downhill: 9º
2019 - Downhill: 24º
2020 - Downhill: 54º